# Park im. hrabiów Skarbków
Park im. hrabiów Skarbków (dawniej Zdrojowy) – park miejski w Grodzisku Mazowieckim.

## Opis
Park znajduje się w centrum Grodziska Mazowieckiego, graniczy od północy z terenami PKP oraz willą Foksal w której mieści się Krajowy Ośrodek Badań i Dokumentacji Zabytków. Graniczy z ulicami 3-go Maja (południe), Bartniaka (zachód) i Okulickiego (wschód). Obszar parku jest płaski, porośnięty starodrzewem (stare dęby i cypryśnik błotny). Przez obszar parku przepływa rzeka Rokicianka. 

## Historia
Park został otwarty dla mieszkańców około 1870 roku, wcześniej do połowy XIX wieku był częścią ogrodów jordanowickich rodziny Mokronoskich. Początkowo park był bardziej rozległy i miał charakter parku zdrojowego. Znajdował się tu Zakład Hydropatyczny dla Osób z Towarzystwa. Po II wojnie światowej obszar parku zmniejszył się, a zostało to spowodowane rozwojem miasta.
W 2012 roku park przeszedł rewitalizację polegającą na wzbogaceniu układu kompozycyjno-przestrzennego parku. W ramach rewitalizacji wybudowano nowy plac zabaw, fontannę, ścieżkę dydaktyczną. Park oficjalnie otwarto po rewitalizacji 22 lipca 2012 w 490 rocznicę otrzymania przez Grodzisk praw miejskich.
19 czerwca 2022 roku, w parku uruchomiono tężnię solankową. Tężnia ma wysokość ośmiu metrów oraz kubaturę wynoszącą 920 m³.

## Pomniki przyrody
- dąb szypułkowy Henryk (Quercus robur, obw. 463)
- dąb szypułkowy Aleksander (Quercus robur, obw. 283)
- jesion wyniosły Hieronim (Fraxinus excelsior, obw. 247)
- jesion wyniosły Wojciech (Fraxinus excelsior, obw. 275)

.

## Galeria

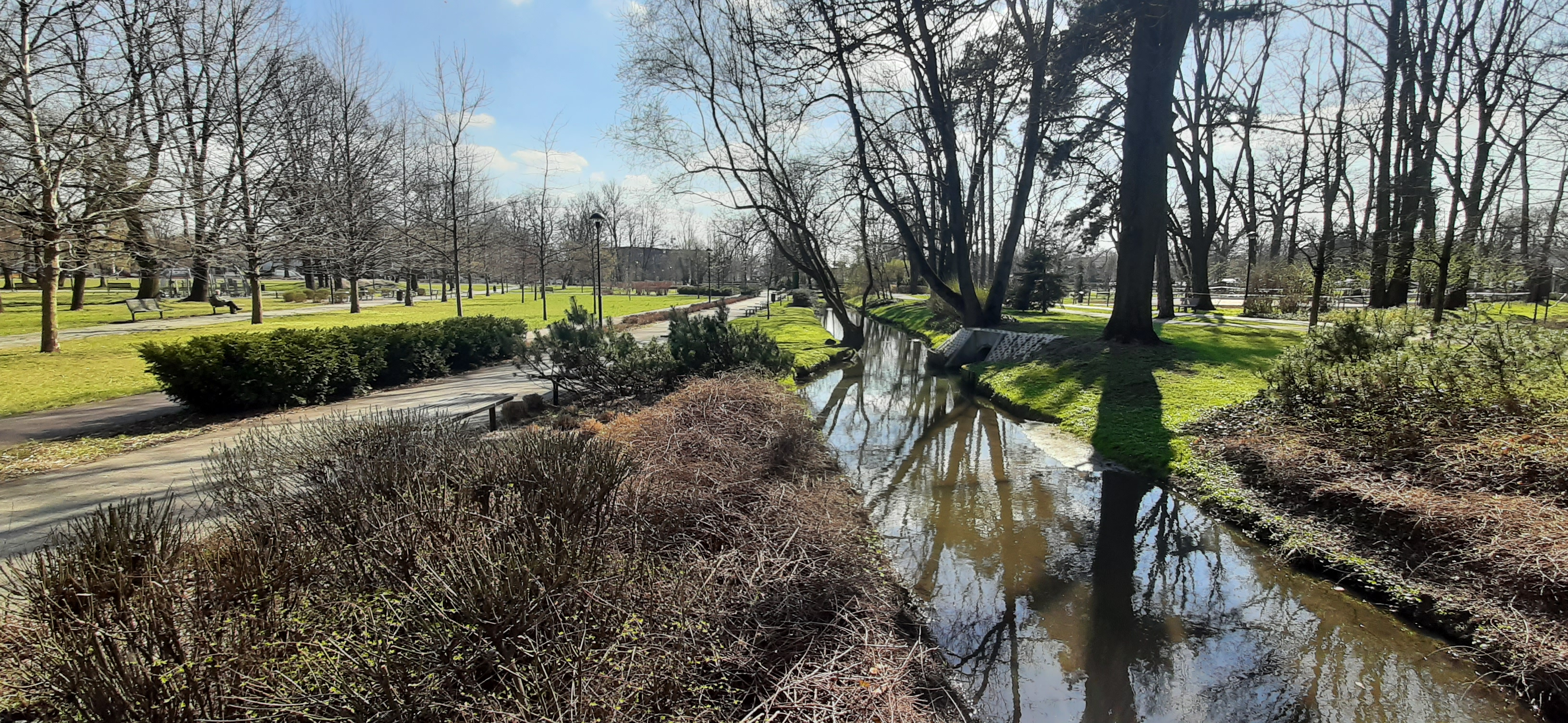
Rokicianka
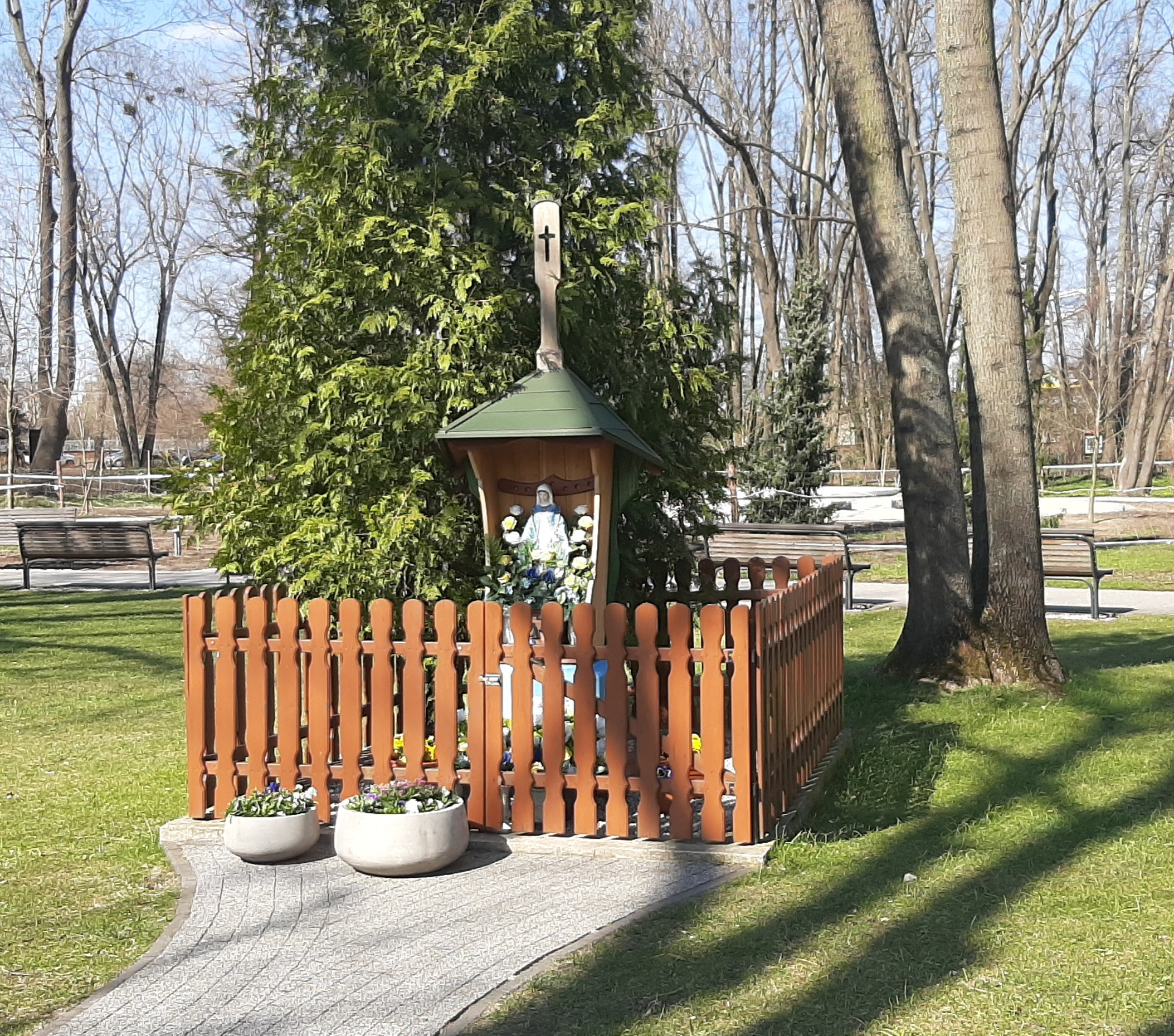
Kapliczka
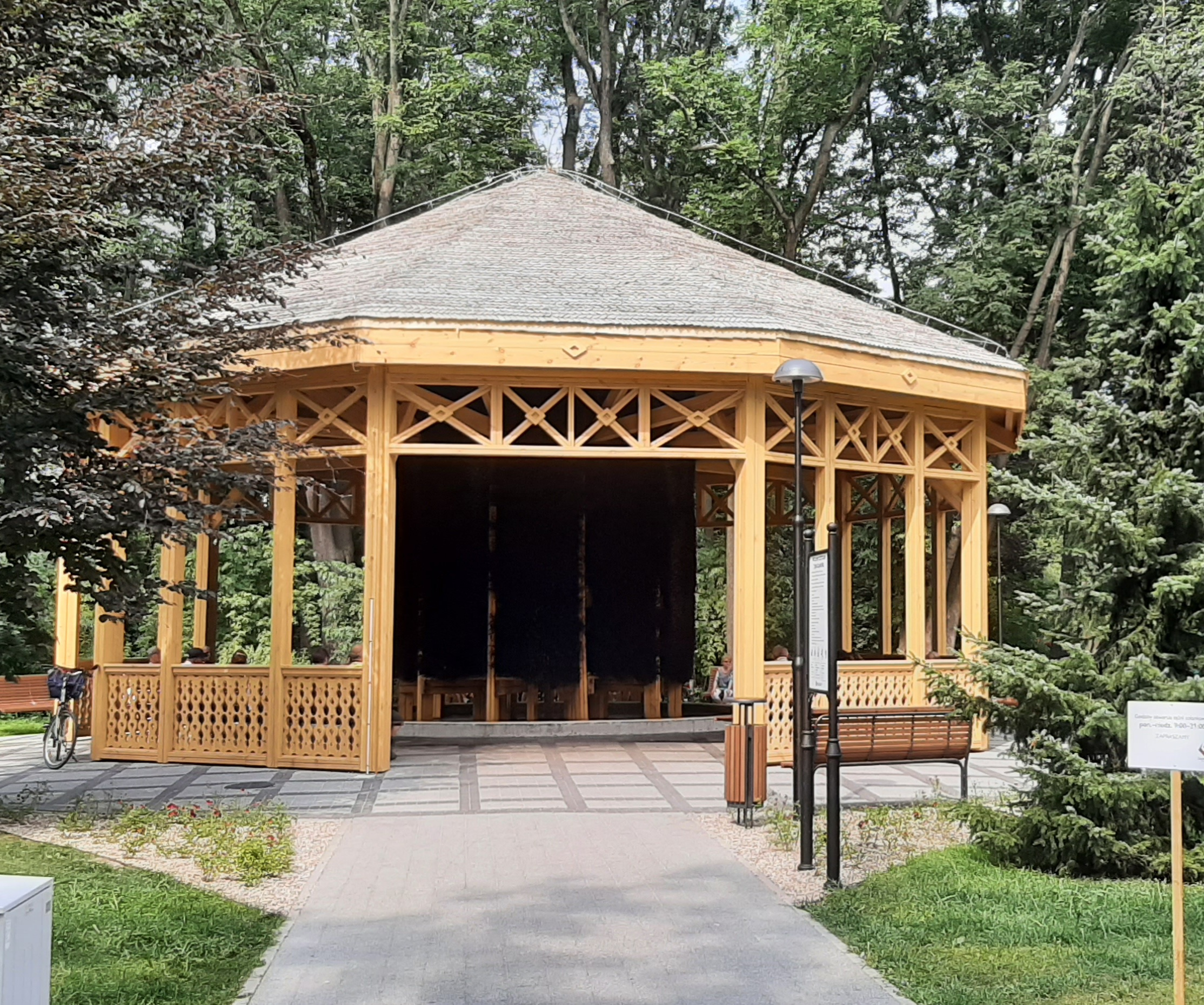
Tężnia solankowa
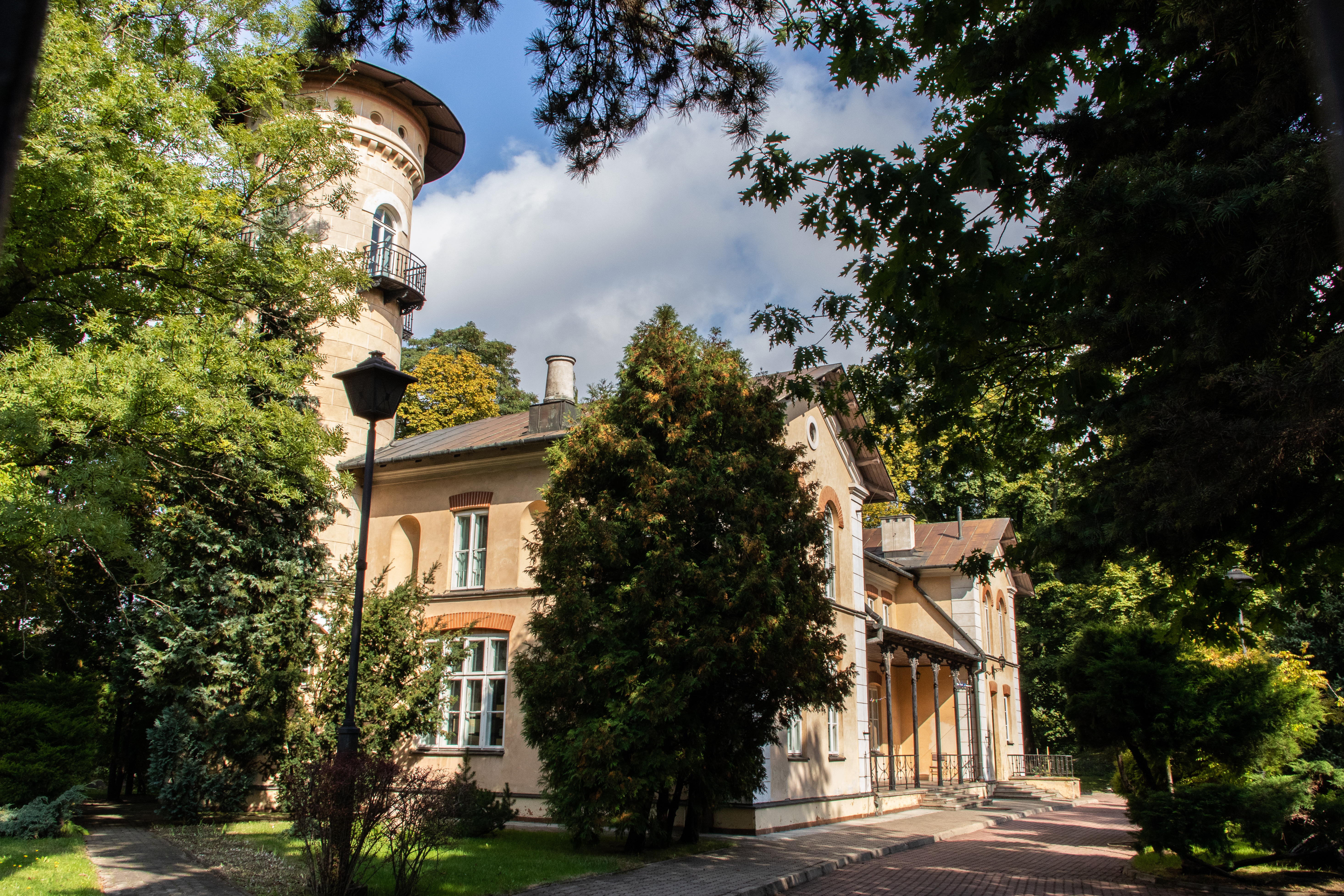
Willa „Foksal” znajdująca się w sąsiedztwie parku